# Guai a voi!
Guai a voi! è il primo EP del gruppo Hardcore punk ed Oi! Cani, pubblicato nel 1983.

## Tracce
1. Guai a voi!
2. Psicoguerra
3. Questa è la tua vita
4. Di che parli?
5. D.D.T.
6. I tempi son cambiati

## Formazione
- Adamo Sanchini - basso
- Mirco Uguccioni - batteria
- Roberto Russo - chitarra
- Mauro Copes - voce